# ミクロワールド
ミクロワールドは、2004年4月10日から断続的に放送されているNHKの教育番組。5分間に、身近な生物や植物のミクロな世界を紹介する。

## 概要
- ハイビジョン顕微鏡カメラを駆使して植物・昆虫・海の生物・水中の微生物などを中心にミクロの世界を紹介する5分番組である。
- 当初は教育テレビだけでなくBShiでも放送されていた。地上波のデジタル放送完全移行を1年後に控えた2010年度からは教育テレビに集約されたうえ、かつ新作の制作は無くなり過去回のセレクション放送となっている。

## 放送時間
NHK教育テレビ→Eテレ
◯印はデジタル放送のサブチャンネルのみで放送
| 年度            | 放送時間（JST） |
| --------------- | --- |
| 2004年度        | 土曜 19:45 - 19:50（本放送扱い） 土曜 10:55 - 11:00 ◯火曜 11:50 - 11:55（2004年9月28日より） ◯木曜 22:50 - 23:00（2本立て。2004年9月30日より） |
| 2005年度        | 土曜 19:45 - 19:50（本放送扱い） 土曜 11:40 - 11:45 ◯火曜 11:50 - 11:55 ◯木曜 22:50 - 23:00（2本立て）                                         |
| 2006年度        | 木曜11:50 - 12:00（本放送扱い。2本立て） ◯火曜11:50 - 12:00（2本立て）                                                                         |
| 2007年度        | 火曜 11:50 - 12:00（2本立て） |
| 2008年度        | 木曜 0:25 - 0:35（2本立て） |
| 2009年度        | 金曜 1:00 - 1:10（10月9日 - 翌3月26日までの放送。2本立て）                                                                                     |
| 2010年度        | 金曜 10:55 - 11:00 |
| 2011年度        | 木曜 10:10 - 10:15（10月6日 - 翌3月15日までの放送） 土曜 1:35 - 1:45（2012年1月21日 - 3月31日までの放送。2本立て）                             |
| 2012年度        | 金曜 2:20 - 2:25（2013年1月11日 - 3月29日までの放送）                                                                                          |
| 2013年度        | 月曜 10:10 - 10:15 |
| 2014年度        | 木曜 10:00 - 10:05（10月9日 - 2015年3月12日までの放送）                                                                                        |
| 2015 - 2019年度 | 火曜 10:10 - 10:15 |
| 2020年度        | 木曜 9:45 - 9:50（4月9日 - 2021年1月28日までの放送）                                                                                           |
| 2021年度        | 木曜 9:45 - 9:50（4月8日 - 2021年2月3日までの放送） 金曜 9:45 - 9:50（10月8日 - 2021年3月18日までの放送）                                      |
| 2022年度        | 火曜 9:55 - 10:00 |
| 2023年度        | 金曜 16:40 - 16:45 |
| 2024年度        | 月曜 16:55 - 17:00（4月1日 - 9月30日までの放送）                                                                                               |
| 2025年度        | 金曜 16:10 - 16:15 |

NHK BShi
| 年度            | 放送時間（JST）                             |
| --------------- | ------------------------------------------- |
| 2004年度        | 日曜 18:45 - 18:50 不定期土曜 12:55 - 13:00 |
| 2005年度        | 火曜 14:55 - 15:00 日曜 8:05 - 8:10         |
| 2006 - 2007年度 | 土曜 8:50 - 8:55                            |
| 2008年度        | 月曜 16:55 - 17:00 日曜 6:50 - 6:55         |
| 2009年度        | 水曜 11:50 - 11:55 金曜 17:50 - 17:55       |

BShiの放送は基本として地上波の再放送であったが、地上波・BS双方の編成の都合で、BSの方が地上波より先行して放送されたエピソードもあった。
その他、年度によっては衛星第二放送(深夜)にも放送されていたこともあったが何れも再放送である。

## 放送リスト
| 回  | 初回放送日     | サブタイトル                    |
| --- | -------------- | ------------------------------- |
| 1   | 2004年04月10日 | 熱帯魚 美しい色の秘密           |
| 2   | 2004年04月24日 | だんご職人 ミツバチの秘密       |
| 3   | 2004年05月15日 | 飛び出す胞子 ツクシの秘密       |
| 4   | 2004年05月29日 | 結晶が語る 岩石の秘密           |
| 5   | 2004年06月12日 | 森を支える小昆虫 トビムシ       |
| 6   | 2004年06月26日 | ひそかなる同居者 ダニ           |
| 7   | 2004年07月10日 | たくみな受粉 アザミの秘密       |
| 8   | 2004年08月28日 | 水田をおおう ウキクサの秘密     |
| 9   | 2004年09月11日 | 大変身 ウニの秘密               |
| 10  | 2004年09月25日 | 不思議な変身 クラゲの一生       |
| 11  | 2004年10月09日 | イネの花 実りのしくみ           |
| 12  | 2004年10月26日 | チョウ 美しいはねの秘密         |
| 13  | 2004年11月06日 | アキアカネの一生                |
| 14  | 2004年11月20日 | 糸をあやつる クモの秘密         |
| 15  | 2004年12月04日 | イセエビ 奇妙な大変身           |
| 16  | 2005年01月08日 | コオロギ 美しい鳴き声の秘密     |
| 17  | 2005年01月22日 | 秋をいろどる 紅葉の秘密         |
| 18  | 2005年02月05日 | 草むらのハンター カマキリ       |
| 19  | 2005年02月19日 | 毛髪 十万本の秘密               |
| 20  | 2005年03月05日 | 雪の結晶 六花の不思議           |
| 21  | 2005年04月03日 | 空を舞う スギ花粉の秘密         |
| 22  | 2005年04月17日 | 早春にさく オオイヌノフグリ     |
| 23  | 2005年05月14日 | 単細胞で生きる ゾウリムシ       |
| 24  | 2005年05月28日 | 鳥の羽 枝分かれの秘密           |
| 25  | 2005年06月11日 | 変形自在 アメーバの不思議       |
| 26  | 2005年06月25日 | 緑の宝石 ボルボックスの秘密     |
| 27  | 2005年07月09日 | ミジンコ 大発生の秘密           |
| 28  | 2005年08月27日 | 水中の小さな生産者 ケイソウ     |
| 29  | 2005年09月11日 | 豊作を招く ホウネンエビ         |
| 30  | 2005年10月1日  | 水面に生きる アメンボ           |
| 31  | 2005年10月15日 | 水辺を浄化する ユスリカ         |
| 32  | 2005年10月30日 | 土を作る ダンゴムシ             |
| 33  | 2005年11月12日 | 蚊 吸血の秘密                   |
| 34  | 2005年11月26日 | ツリガネムシ 不思議な水中生活   |
| 35  | 2005年12月10日 | 動くカビ? 粘菌の不思議          |
| 36  | 2006年01月07日 | 偽造防止 お札の秘密             |
| 37  | 2006年01月21日 | 奇妙な昆虫 カイガラムシ         |
| 38  | 2006年02月04日 | ひょっこり出現 キノコの秘密     |
| 39  | 2006年02月18日 | 水中の射撃手 ヒドラの秘密       |
| 40  | 2006年03月04日 | ホヤが見せる 進化の不思議       |
| 41  | 2006年06月29日 | 春に増殖 アオサの秘密           |
| 42  | 2006年06月29日 | 海中に森をつくる アカモク       |
| 43  | 2006年07月13日 | 海を漂う 動物プランクトン       |
| 44  | 2006年07月13日 | 千差万別 植物プランクトン       |
| 45  | 2006年09月14日 | 光を放つ ウミホタルの秘密       |
| 46  | 2006年09月14日 | 赤潮の正体 プランクトン大発生   |
| 47  | 2006年09月28日 | 胞子を投げる シダの秘密         |
| 48  | 2006年09月28日 | 雨の出会い ゼニゴケの秘密       |
| 49  | 2006年11月25日 | 大発生! アブラムシの秘密        |
| 50  | 2006年11月30日 | 水中の食虫植物 タヌキモ         |
| 51  | 2006年12月07日 | 動物につく種 ひっつきむし       |
| 52  | 2006年12月07日 | 植物の宝石 プラントオパール     |
| 53  | 2007年01月25日 | 動物につく種 ひっつきむし       |
| 54  | 2007年01月25日 | 糸をつくる生きた工場 カイコ     |
| 55  | 2007年02月08日 | わなで捕らえる 線虫捕食菌       |
| 56  | 2007年02月08日 | 獣のふん 土にかえる秘密         |
| 57  | 2007年02月22日 | 緑の工場 葉のしくみ             |
| 58  | 2007年02月22日 | 植物を支える 根の秘密           |
| 59  | 2007年03月08日 | 葉細工名人 スミナガシの幼虫     |
| 60  | 2007年03月08日 | 食べ物でさまざま 昆虫の口       |
| 61  | 2007年07月10日 | 命をささえる 魚のえら           |
| 62  | 2007年07月10日 | 針で攻撃 イソギンチャク         |
| 63  | 2007年09月11日 | 海の宝石 ウミウシの秘密         |
| 64  | 2007年09月29日 | 微生物が主役 汚水処理           |
| 65  | 2007年10月09日 | ムラサキツユクサ 細胞の営み     |
| 66  | 2007年10月23日 | 3つの卵 ツボワムシの秘密        |
| 67  | 2007年10月23日 | 命をつなぐ ミカヅキモの不思議   |
| 68  | 2007年11月06日 | アオコ 大発生の秘密             |
| 69  | 2007年11月06日 | 命の不思議 メダカの誕生         |
| 70  | 2007年11月20日 | アリと生きる コニシキソウ       |
| 71  | 2007年11月20日 | 道ばたに育つ オオバコの秘密     |
| 72  | 2007年12月04日 | 精子が泳ぐ イチョウの不思議     |
| 73  | 2007年12月04日 | トレニアの花 雌雄の出会い       |
| 74  | 2008年01月22日 | こっそり吸血 ヤマビルの秘密     |
| 75  | 2008年02月05日 | たるに変身 クマムシの秘密       |
| 76  | 2008年02月05日 | ウメノキゴケ 地衣類の不思議     |
| 77  | 2008年02月19日 | 集まって変身 細菌性粘菌         |
| 78  | 2008年02月19日 | 食べものに生える カビの秘密     |
| 79  | 2008年03月04日 | つぎつぎ伝染 ミズカビの秘密     |
| 80  | 2008年03月04日 | 水底のそうじ屋 タニシ           |
| 81  | 2008年07月10日 | 陸で生きる巻き貝 カタツムリ     |
| 82  | 2008年07月10日 | 石になった生命 化石の秘密       |
| 83  | 2008年10月09日 | 畑のやっかいもの センチュウ     |
| 84  | 2008年10月23日 | 水中の小さな星 クンショウモ     |
| 85  | 2008年11月20日 | コンクリート 多様な住民たち     |
| 86  | 2008年12月04日 | 煙を吹き出す ツチグリの秘密     |
| 87  | 2009年01月08日 | 昆虫の眼 複眼の不思議           |
| 88  | 2009年01月22日 | 土に生きる 森の小さな生き物たち |
| 89  | 2009年02月19日 | 点が作り出す 印刷の不思議       |
| 90  | 2009年03月05日 | スーパー繊維 快適さの秘密       |
| 91  | 2009年10月16日 | 田んぼに生きる カブトエビ       |
| 92  | 2009年11月27日 | 昆虫の羽 輝きの秘密             |
| 93  | 2010年01月29日 | 生きものの宝庫 春のプール       |
| 94  | 2010年02月12日 | 葉っぱのゆりかご オトシブミ     |
| 95  | 2010年02月19日 | 微生物たちの作品 しょうゆ       |
| 96  | 2010年02月26日 | 魚のうろこ 体を守る秘密         |
| 97  | 2010年03月05日 | 軽くて丈夫 骨の秘密             |
| 98  | 2010年03月05日 | 心臓を動かす 細胞の秘密         |
| 99  | 2010年03月12日 | 音を記録する ＣＤの秘密         |
| 100 | 2010年03月12日 | 時を刻む 腕時計の秘密           |

## 特別番組
ミクロワールドスペシャル「小さな生命の秘密」
- 教育テレビ	
  - 2004年12月31日 20:30-21:30
  - 2005年1月4日 14:00-15:00
  - 2005年2月19日 15:20-16:20
- BShi
  - 2005年1月2日 11:00-12:00
  - 2005年1月29日 15:00-16:00
  - 2006年1月5日 9:30-10:30

ミクロワールドスペシャル「顕微鏡でせまる田園の四季」
- BShi
  - 2005年12月30日 17:00-18:00
  - 2006年1月5日 10:30-11:30
- 教育テレビ	
  - 2006年1月9日 10:45-11:45